# Sneeuwmuis
De sneeuwmuis (Chionomys nivalis, soms Microtus nivalis) is een knaagdier uit de onderfamilie der woelmuizen (Arvicolinae) van de familie der woelmuizen, hamsters en muizen en ratten van de Nieuwe Wereld (Cricetidae). Hij komt enkel voor in Europese berggebieden van Spanje tot Polen en Azerbeidzjan, waaronder de Alpen, de Kaukasus en de Pyreneeën. De sneeuwmuis leeft voornamelijk boven de boomgrens tot 4000 meter hoogte (op de Mont Blanc). De sneeuwmuis is ook in droge beboste heuvels te vinden, bijvoorbeeld in Zuid-Frankrijk. Het is een beweeglijke soort, die goed kan zwemmen.
De sneeuwmuis is een 110 tot 140 millimeter grote woelmuis. Hij heeft een dichte, grijze vacht en een lange staart, die 50 tot 75 millimeter kan worden, de helft van de kop-romplengte. Ook heeft de sneeuwmuis opvallend lange snorharen, tot 60 millimeter lang. Hij weegt 38 tot 50 gram.
De sneeuwmuis maakt een gangenstelsel vlak onder de grond, met meerdere ingangen. Daar legt hij kamers aan voor voedselvoorraden en nesten. De sneeuwmuis is een dagdier, die op rotsen zonnebaadt om warm te blijven. Hij leeft van grassen, bladeren en vruchten als bosbessen. Zijn belangrijkste vijanden zijn hermelijn, wezel, vos, raaf, oehoe en bosuil. Het voortplantingsseizoen verschilt per hoogte: hoe hoger de hoogte, hoe korter het seizoen. Over het algemeen planten de sneeuwmuizen zich voort tussen mei en augustus. Na een draagtijd van 21 dagen worden 2 tot 7 jongen geboren, die na 20 dagen worden gespeend. Een vrouwtje kan twee worpen per jaar krijgen.